# Fassjeträsk
Fassjeträsk eller Fasjö är en sjö i Hammarlands kommun i Åland (Finland). Den ligger i den västra delen av landskapet, 22 km norr om huvudstaden Mariehamn. Fassjeträsk ligger 1 meter över havet. Den ligger på ön Fasta Åland. Arean är 3 hektar och strandlinjen är 0,82 kilometer lång. Sjön  ingår i Norra Ålands havs avrinningsområde. 